# Camp X-Ray
Camp X-Ray è un film del 2014 diretto da Peter Sattler.
Il film, con protagonisti Kristen Stewart, Peyman Moaadi e John Carroll Lynch, è stato premiato il 17 gennaio 2014 al Sundance Film Festival per la categoria film drammatici.

## Trama
La giovane Amy Cole fugge dalla sua vita monotona in Florida per arruolarsi nell'esercito, con il desiderio di andare in servizio in Iraq. 
Purtroppo la giovane soldatessa viene assegnata alla polizia militare ed inviata come guardia carceraria al campo di prigionia di Guantánamo dove si svolgono torture e repressioni nei confronti dei detenuti, sospettati di terrorismo. Le celle ed i detenuti vengono esaminati e controllati molto spesso.
Dopo varie difficoltà di adattamento, la soldatessa Cole riuscirà a legare un rapporto particolare di amicizia con Alì, un innocente prigioniero tunisino arrestato a Brema in Germania e rinchiuso lì da otto anni con il numero identificativo 471. Egli, oltre a dormire e mangiare, ha come passatempo la lettura di Harry Potter ed il sudoku.

## Distribuzione
Il film è stato distribuito nelle sale cinematografiche statunitensi a partire dal 17 ottobre 2014 dalla IFC Films.
Da ottobre 2018, in Italia è reperibile in DVD.